# Il regalo che vuoi
Il regalo che vuoi è un singolo del cantante italiano Baz e dell'emittente radiofonica RDS, pubblicato il 1 dicembre 2020.

## Descrizione
Il brano è stato pubblicato per sostenere Save the Children.

## Video musicale
Il videoclip è stato pubblicato il 1 dicembre 2020 sul canale YouTube del cantante.